# クロタミトン
クロタミトン（INN：crotamiton）は、鎮痒薬、および、疥癬治療薬として、外用される薬物である。いわゆる「かゆみ止め」として、様々な消炎鎮痛外用薬に配合されている。

## 作用機序

### 鎮痒薬として
抗ヒスタミン薬とも、局所麻酔薬とも、抗炎症薬とも異なる機序で、クロタミトンは痒みを抑制していると考えられている。クロタミトンの鎮痒効果の作用機序として、皮膚や末梢神経などに発現しているイオンチャネルである、TRPV4（transient receptor potential vanilloid 4）を抑制する事が報告された。
また、クロタミトン塗布時に、塗布部に軽い灼熱感（温感）が感じられる事が知られており、この温覚に対する刺激が、競合的に瘙痒感を軽減させるとも言われている。

### 疥癬治療薬として
疥癬の病原寄生虫であるヒゼンダニに対して、クロタミトンが弱い毒性を示す。

## 薬物動態
皮膚に塗布すると、クロタミトンは皮膚から吸収されて血中に入り、全身に回る。血中半減期は30.9時間で、4.8〜8.8パーセントが尿中に排泄される。

## 用法

### 皮膚瘙痒症
皮膚瘙痒症に対して用いる場合がある。。なお、クロタミトンを虫刺され等による瘙痒感の抑制に用いる場合には、瘙痒感を感じる部位にのみ塗布し、4〜8時間毎に繰り返す。ただし、眼の近くや創傷部位には、使用すべきでない。また、小児ストロフルスにも用いられる。

### 疥癬
疥癬治療薬としては、毎日全身の皮膚に塗布し、約24時間後に洗い流す事を、数日反復する。
ただし、疥癬に対しては、しばしば、ヒゼンダニを殺すために殺虫剤のフェノトリンのローション剤を外用したり、フェノトリンよりも即効性の高い殺虫剤であるペルメトリンを外用する場合もある。また、難治性の場合には、駆虫薬のイベルメクチンの内服薬を用いる場合もあるものの、イベルメクチンは比較的有害作用が多いため、可能な限り外用薬を用いる。

## 副作用
皮膚に塗布した薬剤で、しばしば見られる有害作用である接触性皮膚炎は、クロタミトンでも起こり得る。
さらに、クロタミトンは副作用として、塗布時に熱感・刺激感が出る。さらに、過量にクロタミトンを塗布すると、メトヘモグロビン血症を起こす恐れがある。

## 歴史
クロタミトンはガイギー社により合成され、1948年スペインで外用薬が発売された。疥癬治療薬として開発されたものの、痒み止め効果が認められ鎮痒薬としても用いられるようになった。
なお日本では、1957年に市販が開始された。

## 環境中の残留性
使用後に洗い流されたために下水に入ったと考えられるクロタミトンが、下水処理場で検出される。なお、下水処理場で検出される濃度は、河川よりも高濃度であると報告されている。